# Atzenbrugg (Herrschaft)

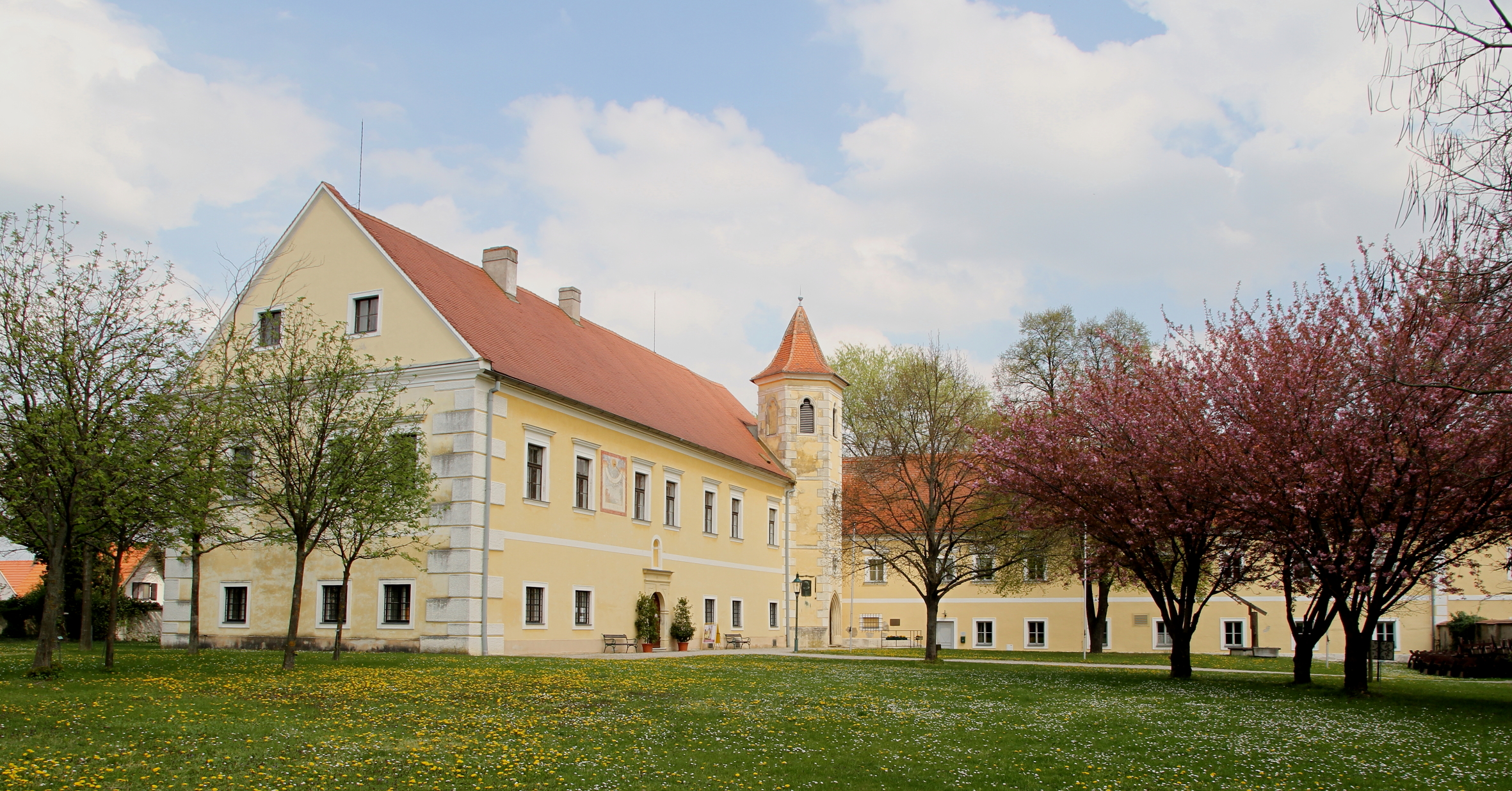
Schloss Atzenbrugg, Sitz der Verwaltung (2012)

Die Herrschaft Atzenbrugg war eine Grundherrschaft im Viertel ober dem Wienerwald im Erzherzogtum Österreich unter der Enns, dem heutigen Niederösterreich.

## Ausdehnung
Die Herrschaft, der auch Hasendorf angehörte, umfasste zuletzt die Ortsobrigkeit über Atzenbrugg, Weinzierl, Ebersdorf, Tautendorf, Hasendorf, Heiligeneich und Moosbierbaum. Der Sitz der Verwaltung befand sich im Schloss Atzenbrugg.

## Geschichte
Letzter Inhaber der Stiftsherrschaft war Wilhelm Ludwig Sedlaczek in seiner Funktion als Propst des Stifts Klosterneuburg. Mit den Reformen 1848/1849 wurde die Herrschaft aufgelöst.